# Meurtre de Giulia Cecchettin
 (novembre 2023).
Le texte peut changer fréquemment, n’est peut-être pas à jour et peut manquer de recul. 
Le titre et la description de l'acte concerné reposent sur la qualification juridique retenue lors de la rédaction de l'article et peuvent évoluer en même temps que celle-ci.
Le meurtre de Giulia Cecchettin a eu lieu le 11 novembre 2023 dans le nord de Venise, en Italie.
Giulia Cecchettin, une étudiante de l'université de Padoue de 22 ans, est portée disparue pendant une semaine avant d'être retrouvée morte dans un ravin le 18 novembre. L'enquête indique qu'elle aurait été assassinée par son ancien compagnon. Ce dernier, arrêté près de Leipzig en Allemagne, est soupçonné de l'avoir kidnappée et tuée.
L'affaire a suscité une émotion et une indignation considérables dans l'opinion publique italienne au sujet des violences faites aux femmes,. Ce féminicide est le 106e depuis le début de l'année 2023 dans le pays.

## Biographie
Giulia Cecchettin est née à Padoue le 5 mai 2001. Ses parents sont Monica Camerotto et Gino Cecchettin. Elle a un frère et une sœur. Elle s'inscrit à l'université de Padoue, où elle étudie l'ingénierie biomédicale et rencontre Filippo Turetta. Ils ont une relation pendant un an avant de rompre à l'été 2023. Sa sœur Elena a révélé que Turetta se montrait possessif ; à l'automne 2023, il a commencé à se comporter de manière irrationnelle, disant à Giulia qu'il se sentait déprimé et suicidaire, car il ne voyait pas d'avenir sans elle. Giulia et Turetta continuent à se voir, mais elle confie qu'elle vit sa pression comme un chantage affectif.

### Meurtre
Le 11 novembre 2023, Giulia quitte son domicile, accompagnée de Turetta, vers 18 h 0 pour se rendre dans un centre commercial à Marghera afin d'acheter une paire de chaussures pour son diplôme. Turetta et Giulia ont également dîné ensemble dans un McDonald's situé dans le centre commercial vers 21 h 2, Giulia ayant payé leurs deux repas avec sa carte de crédit. Ils ont ensuite quitté le bâtiment vers 22 h 30. À 22 h 43, Giulia a envoyé son dernier message via WhatsApp à sa sœur aînée Elena, qui se trouvait alors à Vienne pour des études universitaires.
Le lendemain, le père de Giulia signale sa disparition au poste local des carabiniers vers 13 h 30,. Entre-temps, Elena a lancé des appels sur les médias sociaux pour retrouver le couple. Un témoin s'est présenté pour signaler que vers 23 h 15, il avait vu une violente dispute entre un garçon et une fille depuis le balcon de son appartement, dans un parking situé à environ 150 mètres de la maison de Giulia à Vigonovo. La jeune fille a crié à l'aide et le témoin a appelé le 112, mais personne n'est arrivé car toutes les unités de la région étaient occupées et la plus proche se trouvait à plus de 45 minutes du lieu. Plus tard, des images vidéo de sécurité d'une usine située dans la ville voisine de Fossò ont montré Turetta en train de frapper violemment Giulia. Lorsqu'elle a tenté de s'échapper, Turetta l'a de nouveau frappée par derrière, puis a chargé son corps en sang dans le coffre de sa Fiat Punto noire,,.
Une chasse à l'homme est lancée pour la retrouver et les médias italiens en ont largement rendu compte pendant une semaine. Apprenant que Turetta avait franchi la frontière autrichienne, Gino Cecchettin a diffusé des annonces en anglais et en allemand, demandant l'aide du public pour retrouver Giulia. Les autorités italiennes ont émis un mandat d'arrêt européen à l'encontre de Turetta pour enlèvement et meurtre.
Le corps de Giulia est découvert près du lac Barcis à Piancavallo le 18 novembre 2023 par l'unité des chiens spéciaux de la protection civile. Le corps est retrouvé dans un grand sac en nylon, dans une grotte à 50 mètres d'altitude, dans une zone boisée généralement fermée pendant la période automne-hiver pour des raisons de sécurité. Les services médico-légaux italiens ont effectué une autopsie le 1er décembre 2023 et ont rapporté que le corps de Giulia avait reçu plus de vingt coups de couteau.
Une semaine après le meurtre, Turetta a été arrêté sur une bande d'arrêt d'urgence d'une autoroute près de Leipzig, alors que sa voiture était tombée en panne d'essence. Les premiers mots qu'il a prononcés devant les agents lors de son interpellation ont été les suivants : « Je suis Filippo Turetta. J'ai tué ma petite amie »,,. Le 25 novembre, Turetta a été extradé vers l'Italie par un vol spécial de l'armée de l'air qui a atterri à Venise, et incarcéré à la prison de Vérone. La première audience du procès contre Turetta est prévue le 23 septembre 2024,.

## Funérailles et réactions publiques
Le 20 novembre 2023, le Corriere della Sera publie une lettre d'Elena, la sœur aînée de Giulia, dans laquelle elle dénonce une société responsable de qualifier les hommes qui commettent des actes violents contre les femmes comme des « monstres » ou des malades mentaux, affirmant qu'ils sont en fait le résultat naturel du « patriarcat et de la culture du viol ». Elle invite tous les hommes à prendre leurs responsabilités, en évoquant des amis et des collègues qui ont eu des comportements tolérés par la société et qui peuvent être le prélude à un féminicide, qu'elle définit comme un « meurtre d'État » et un « crime de pouvoir » contre lequel la société doit être éduquée.
Les funérailles de Cecchettin ont eu lieu à l'abbaye de Santa Giustina à Padoue, sous la présidence de l'évêque de Padoue Claudio Cipolla, en présence d'environ 8 000 personnes et des autorités civiles et militaires ; elles ont également été retransmises sur les principales chaînes de télévision italiennes. Giulia est enterrée à côté de sa mère Monica, décédée d'un cancer à l'automne 2022. Son père Gino prononce l'éloge funèbre, exhortant les hommes à changer leur attitude à l'égard des femmes,.
Le 2 février 2024, en présence de ses proches, l'université de Padoue décerne un diplôme honorifique à Giulia Cecchettin. Gino Cecchettin a publié un livre intitulé Cara Giulia. Quello che ho imparato da mia figlia (« Chère Giulia. Ce que j'ai appris de ma fille »). Le livre est sorti en Italie le 5 mars 2024.